# Musa Drammeh
Alhaji Musa S. Drammeh (* 12. Juli 1952 in Diabugu) ist gambischer Politiker, von Juni 2018 bis Mai 2022 war er Minister für Land und Regionalregierung, ab Mai 2022 ist er Fischereiminister.

## Leben
| Parlamentswahl | Stimmen | Stimmanteil |
| -------------- | ------- | ----------- |
| 1987           | 2.202   | 52,55 %     |
| 1992           | 3.177   | 64,29 %     |

Bei den Parlamentswahlen 1987 trat Drammeh im Wahlkreis Sandu an und gewann diesen mit 52,55 % der Stimmen bei den Wahlen 1992 konnte er den Wahlkreis erfolgreich halten.
2003 wurde Musa Drammeh Schatzmeister der People’s Progressive Party als sie nach dem Verbot von 1994 wieder zugelassen wurde und sich neu formierte.
Am 19. Februar 2017 wurde er als Sonderberater für Investitionen (englisch Special Advisor on Investment) des Präsidenten Adama Barrow ernannt.
Bei einer größeren Kabinettsumbildung am 29. Juni 2018 wurde er Minister für Land und Regionalregierung (englisch Minister of Lands and Regional Government) im Kabinett Adama Barrow berufen. Mit Bildung des neuen Kabinetts am 4. Mai 2022 berief Barrow Drammeh als Minister für Fischerei und Wasserwirtschaft (Minister of Fisheries and Water Resources).